# NGC 1388
NGC 1388 è una galassia a spirale situata nella costellazione dell'Eridano, a una distanza di circa 204 milioni di anni luce dalla nostra Via Lattea.

## Scoperta
La galassia è stata scoperta il 12 novembre 1885 dall'astronomo statunitense Francis Leavenworth.

## Descrizione
NGC 1388 è stata per lungo tempo considerata una galassia ellittica, come evidenziato dalla lettera E nella classificazione morfologica di alcuni siti astronomici, fino a che le recenti e più dettagliate immagini ottenute con i moderni telescopi hanno permesso di rilevare la presenza dei bracci di spirale.
Nella galassia sono presenti anche regioni di idrogeno ionizzato.